# دوروثي إي سميث
دوروثي إديث سميث وبليس عند الولادة (6 يوليو 1926-3 يونيو 2022) عالمة إثنوغرافيا كندية بريطانية المولد حاصلة على وسام كندا، وباحثة في الدراسات النسوية، وعالمة اجتماع، وكاتبة لها اهتمامات بحثية في مجموعة متنوعة من التخصصات، بما في ذلك دراسات المرأة، والنظرية النسوية، وعلم النفس، والدراسات التربوية، وكذلك في بعض المجالات الفرعية لعلم الاجتماع، مثل علم اجتماع المعرفة، والدراسات الأسرية، والمنهجية. أسست سميث التخصصات الفرعية السوسيولوجية لنظرية وجهة النظر النسوية والإثنوغرافيا المؤسسية.

## سيرة الحياة
ولدت سميث في 6 يوليو 1926، في نورثاليرتون في نورث ريدينغ في يوركشاير بإنجلترا، ووالداها هما دوروثي إف بليس وتوم بليس، اللذين كان لهما أيضًا ثلاثة أبناء. كانت والدتها كيميائية متدربة في الجامعة وانخرطت في حركة حق المرأة في التصويت عندما كانت شابة وكان والدها تاجرًا للأخشاب. اشتهر أخوها يولين بليس، بعمله على الوعي كعملية دماغية، وكان أخوها الآخر ميلنر بليس شاعرًا.
أنجزت سميث عملها الجامعي في كلية لندن للاقتصاد، وحصلت على درجة البكالوريوس في علم الاجتماع مع تخصص في الأنثروبولوجيا الاجتماعية في عام 1955. ثم تزوجت من ويليام ريد سميث، الذي التقت به أثناء دراستها في كلية لندن للاقتصاد، وانتقلوا إلى الولايات المتحدة. التحق كلاهما بكلية الدراسات العليا في جامعة كاليفورنيا في بيركلي، وحصلت على درجة الدكتوراه في علم الاجتماع عام 1963، بعد تسعة أشهر من ولادة طفلهما الثاني. لم يمض وقت طويل على طلاقها هي وزوجها حتى حصلت على حضانة الأطفال. ثم عملت كمحاضرة في جامعة كاليفورنيا في بيركلي من عام 1964 حتى عام 1966. بدأت سميث في تدريس علم الاجتماع، وكانت المعلمة الوحيدة في كلية من أصل 44 كلية.
انتقلت سميث في عام 1968 مع ولديها إلى فانكوفر في كولومبيا البريطانية للتدريس في جامعة كولومبيا البريطانية، حيث ساعدت في إنشاء برنامج دراسات المرأة. انتقلت في عام 1977 إلى تورونتو في أونتاريو للعمل في معهد أونتاريو للدراسات التربوية، حيث عاشت حتى تقاعدت. أصبحت في عام 1994 أستاذة مساعدة في جامعة فيكتوريا، وواصلت عملها في الإثنوغرافيا المؤسسية. عملت سميث في المجلس الاستشاري الدولي للمجلة النسوية ساينز.
ماتت سميث من مضاعفات حادث السقوط في منزلها في فانكوفر في 3 يونيو 2022، عن عمر يناهز 95 عامًا.

## نظرية وجهة النظر
ابتكرت المنظرة النسوية الأمريكية ساندرا هاردينغ مفهوم نظرية وجهة النظر قبل سميث، من أجل التأكيد على معرفة النساء، بحجة أن التسلسلات الهرمية خلقت بشكل طبيعي الجهل بالواقع الاجتماعي والأسئلة الحرجة بين أولئك الذين فضلتهم التسلسلات الهرمية. كان لمن في أسفل هذه السلالم منظور يسهل شرح المشكلات الاجتماعية.
طورت سميث مفهومها لوجهة النظر خلال فترة دراستها كطالبة دراسات عليا في ستينيات القرن العشرين، وصقلت نظرية هاردينغ. أدركت سميث خلال ذلك الوقت أنها عاشت «شخصيتين، في المنزل والجامعة» إذ لم تستطع المزج بين هذين العالمين. سلطت سميث الضوء على حقيقة أن علم الاجتماع افتقر إلى الاعتراف بوجهة النظر. وقد تشكلت نُهج ونظريات علم الاجتماع وبُنيت في عالم اجتماعي يهيمن عليه الذكور، متجاهلين عن غير قصد عالم النساء المرتبط بالتكاثر الجنسي، والأطفال، والشؤون المنزلية. يُنظر إلى واجبات المرأة على أنها أجزاء طبيعية من المجتمع، وليست دخيلة على الثقافة. تعتقد سميث أن طرح الأسئلة من منظور الأنثى يمكن أن يوفر نظرة ثاقبة للمؤسسات الاجتماعية.
ترى سميث أن الفصل المستمر الذي تختبره مجموعات الأقليات بين العالم كما يعيشونه، واضطرارهم المستمر للتكيف مع وجهة نظر المجموعة المهيمنة يخلق الاضطهاد، والذي يمكن أن يؤدي إلى شعور أفراد المجموعة المهمشة بالغربة عن ذواتهم «الحقيقية».

### مثال
استخدمت سميث قصة معينة في أغلب الأوقات كمثال على أهمية نظرية وجهة النظر، والتي تقتضي:
أنها لاحظت ذات يوم أثناء ركوب القطار في أونتاريو، عائلة من الهنود يقفون معًا بجانب النهر، يشاهدون القطار مارًا. وأدركت فقط بعد وضع هذه الافتراضات الأولية، أنها مجرد افتراضات، وليس لديها طريقة لمعرفة ما إذا كانت صحيحة أو لا. أطلقت عليهم لقب «هنود» لكنها لم تعرف على وجه اليقين ما هي أصولهم. لقد وصفتهم بالعائلة، ومن الممكن ألا يكون ذلك حقيقيًا. قالت أيضًا إنهم كانوا يشاهدون القطار وهو يمر، وهو افتراض ظهر فقط بناءً على موقعها في الزمان والمكان، وموقعها في القطار وهي تنظر إلى «العائلة».
كان ذلك بالنسبة لسميث بمثابة تمثيل لامتيازها الخاص، والذي وضعت من خلاله افتراضات وفرضتها على الفور على مجموعة «الهنود». ساعدها ذلك في الوصول إلى استنتاج مفاده أن التجارب تختلف باختلاف المكان والزمان والظروف، وأنه من غير العدل إنشاء مجتمع- والتحكم بالعلاقات- على أساس وجهة نظر/كينونة.

## الإثنوغرافيا المؤسسية
الإثنوغرافيا المؤسسية، هي وسيلة تحقيق سوسيولوجية طورتها سميث، إذ ابتكرتها لاستكشاف العلاقات الاجتماعية التي تنظم حياة الناس اليومية. يصبح النشاط اليومي العادي موقعًا للتحقيق في التنظيم الاجتماعي بالنسبة للإثنوغرافيا المؤسسية. طورت سميث الإثنوغرافيا المؤسسية باعتبارها سوسيولوجيا نسوية ماركسية «للنساء، وللناس»، ويستخدمها الباحثون الآن في العلوم الاجتماعية، والتعليم، والخدمات الإنسانية، وأبحاث السياسات كوسيلة لرسم خرائط العلاقات متعددة المواقع والتي تنسق أنشطة الأفراد داخل المؤسسات. أصرت سميث على أن مخططها للإثنوغرافيا المؤسسية سيتوسع بطريقة تعاونية بين علماء الاجتماع، مع التركيز على الشبكات اللازمة لتقدم الفكرة.

## تشعب الوعي
يُعرّف التشعب على أنه تقسيم أو فصل إلى جزأين أو فرعين. ويشير تشعب الوعي المرتبط تحديدًا بنظرية وجهة النظر إلى الفصل بين نمطي الكينونة بالنسبة للمرأة. وباعتبار مجال علم الاجتماع مجالًا يهيمن عليه الذكور، فعلى النساء الكفاح لتجاوز أدوارهن المتوقعة كربات بيوت وأمهات، والانتقال من المجال المحلي للمنزل إلى المجال المجتمعي «المحلي الإضافي».  لذلك، قسمت النساء وعيهن إلى قسمين من أجل إثبات أنفسهن ككائنات ذات معرفة وكفاءة ضمن المجتمع ومجال علم الاجتماع.